# Enguídanos (kommunhuvudort)
Enguídanos är en kommunhuvudort i Spanien.   Den ligger i provinsen Provincia de Cuenca och regionen Kastilien-La Mancha, i den centrala delen av landet, 200 km öster om huvudstaden Madrid. Enguídanos ligger 779 meter över havet och antalet invånare är 454.
Terrängen runt Enguídanos är kuperad åt nordost, men åt sydväst är den platt. Runt Enguídanos är det mycket glesbefolkat, med 3 invånare per kvadratkilometer. Närmaste större samhälle är Minglanilla, 14,8 km söder om Enguídanos. Omgivningarna runt Enguídanos är i huvudsak ett öppet busklandskap.